# دميتري فروبيل
دميتري فلاديميروفيتش فروبل (14 يوليو 1960 - 13 أغسطس 2022)، هو رسام روسي. اشتهر برسمه الغرافيتي على جدار برلين تحت عنوان يا إلهي، ساعدني على النجاة من هذا الحب القاتل يُطلق عليه أيضا «القبلة الأخوية».